# Derthona Foot Ball Club 1970-1971
Questa voce raccoglie le informazioni riguardanti il Derthona Foot Ball Club nelle competizioni ufficiali della stagione 1970-1971.

## Stagione
Nella stagione 1970-71 il Derthona ha disputato il girone A del campionato di Serie C, con 33 punti si è piazzato in quindicesima posizione di classifica, il torneo è stato vinto con 57 punti dal Novara che ha ottenuto la promozione in Serie B. Sono retrocessi in Serie D il Marzotto, la Trevigliese e la Biellese.

## Rosa
| N. |                      | Ruolo | Calciatore           |
| -- | -------------------- | ----- | -------------------- |
|    | Italia (bandiera)    | C     | Carlo Barciocco      |
|    | Italia (bandiera)    | C     | Ezio Beltrame        |
|    | Italia (bandiera)    | P     | Vincenzo Bertola     |
|    | Italia (bandiera)    | C     | Vittorio Boschetti   |
|    | Argentina (bandiera) | C     | Luis César Carniglia |
|    | Italia (bandiera)    | A     | Albino Cella         |
|    | Italia (bandiera)    | A     | Giuseppe Cogliarno   |
|    | Italia (bandiera)    | C     | Francesco Curatoli   |
|    | Italia (bandiera)    | D     | Piero Gastaldi       |
|    | Italia (bandiera)    | D     | Federico Ghidoni     |
|    | Italia (bandiera)    | D     | Paolo Gorla          |
|    | Italia (bandiera)    | A     | Pio Guerra           |

| N. |                   | Ruolo | Calciatore         |
| -- | ----------------- | ----- | ------------------ |
|    | Italia (bandiera) | D     | Graziano Lozio     |
|    | Italia (bandiera) | A     | Vittorio Magrassi  |
|    | Italia (bandiera) | C     | Marco Massucco     |
|    | Italia (bandiera) | C     | Bruno Nordio       |
|    | Italia (bandiera) | C     | Carlo Pozzi        |
|    | Italia (bandiera) | P     | Alessandro Profumo |
|    | Italia (bandiera) | D     | Alessio Romanini   |
|    | Italia (bandiera) | C     | Marco Rossi        |
|    | Italia (bandiera) | P     | Mario Speretta     |
|    | Italia (bandiera) | A     | Gustavo Valeri     |
|    | Italia (bandiera) | D     | Franco Vignolo     |
|    | Italia (bandiera) | A     | Vladimiro Zunino   |